# 요코보리촌
요코보리촌(横堀村)은 아키타현 센보쿠군에 설치되었던 촌이다.

## 지리
요코테 분지의 북부에 위치하며, 촌 전체가 거의 평평하지만 동쪽에서 서쪽으로 약간 경사져 있다.

## 역사
- 1889년 4월 1일 - 정촌제 시행에 의해 요코보리촌이 성립하였다.
- 1955년 3월 31일 - 다카나시촌과 합병해 센보쿠촌이 성립하였다.

## 역대촌장
- 1 고마쓰 이쿠키치 (小松幾吉) (1889년 5월 12일 - 1893년 5월 11일)
- 2 고마쓰 이쿠키치 (小松幾吉) (2기째) (1893년 5월 17일 - 1897년 5월 16일)
- 3 코마츠 이쿠키치 (小松幾吉) (3기째) (1897년 5월 17일 - 1897년 9월 27일)
- 4 고마쓰 이쿠키치 (小松幾吉) (4기째) (1897년 10월 30일 - 1901년 8월 24일)
- 5 타케무라 타미요시 (竹村民吉), 1901년 10월 27일 - 1903년 1월 7일)
- 6 코마츠 키요지(小松喜代治) (1903년 1월 22일 - 1907년 1월 21일)
- 7 코마츠 키요지(小松喜代治) (2기째) (1907년 1월 22일 - 1911년 1월 19일)
- 8 코마츠 키요지(小松喜代治) (3기째) (1911년 1월 20일 - 1915년 1월 19일)
- 9 데하라 분시로 (出原文四郎) (1917년 5월 17일 - 1921년 5월 16일)
- 10 데하라 분시로 (出原文四郎) (2기째) (1921년 6월 21일 - 1925년 6월 20일)
- 11 타케무라 료스케 (竹村良助) (1925년 6월 26일 - 1929년 4월 25일)
- 12 데하라 분타로 (出原文太郎) (3기째) (1929년 6월 29일 - 1933년 6월 28일)
- 13 쿠사나기 오노키치 (草彅斧吉) (1933년 7월 4일 - 1933년 7월 17일)
- 14 데하라 분타로 (出原文太郎) (4기째) (1933년 7월 24일-1937년 7월 23일)
- 15 데하라 분타로 (出原文太郎) (5기째) (1937년 7월 24일 - 1941년 7월 23일)
- 16 이토 류조 (伊藤隆三) (1941년 8월 25일 - 1942년 8월 3일)
- 17 데하라 분타로 (出原文太郎) (6기째) (1942년 8월 4일 - 1945년 8월 26일)
- 18 데하라 료키치 (出原良吉) (1945년 4월 1일 - 1946년 11월 20일)
- 19 하라 류이치 (原龍一) (1947년 4월 5일 - 1951년 4월 3일)
- 20 하라 류이치 (原龍一) (2기째) (1951년 4월 23일 - 1955년 3월 30일)

## 인구
- 1920년 국제조사 - 3,241명
- 1925년 국제조사 - 3,402명
- 1930년 국제조사 - 3,676명
- 1935년 국제조사 - 3,877명
- 1940년 국제조사 - 3,919명
- 1945년 국제조사 - 3,746명
- 1947년 국제조사 - 4,416명
- 1950년 국제조사 - 4,543명
- 1955년 폐지시 - 4,580명
- 1955년 국제조사 - 4,588명
- 1960년 국제조사 - 4,532명
- 1965년 국제조사 - 4,178명